# The Four Horsemen (Band)
The Four Horsemen waren eine US-amerikanische Hard-Rock-Blues-Band der späten 1980er Jahre.

## Geschichte
Die Band wurde 1987 von Kid Chaos (bürgerlich Stephen Harris), der zuvor Sänger der Band Zodiac Mindwarp and the Love Reaction und später Bassist bei The Cult war, in Hollywood, Kalifornien gegründet.
Der Sänger Frank C Starr (bürgerlich Frank Starpoli) hatte im November 1995 einen Motorradunfall und lag danach bis zu seinem Tod am 18. Juni 1999 im Koma.

## Diskografie

### Alben und EPs
- 1989: The Four Horsemen (EP, Caroline/ILL labels)
- 1991: Nobody Said It Was Easy (Def American)
- 1996: Gettin’ Pretty Good… at Barely Gettin’ By (Magnetic Air)
- 2005: Left for Dead (DVD, Live-CD and Booklet, Eigenveröffentlichung)
- 2009: Daylight Again (Eigenveröffentlichung)
- 2012: Death Before Suckass (Eigenveröffentlichung)

### Singles
- 1991: Nobody Said It Was Easy
- 1991: Rockin Is Ma Business
- 1992: Tired Wings